# Gracuch (wieś)
Gracuch – wieś sołecka w Polsce położona w województwie świętokrzyskim, w powiecie koneckim, w gminie Końskie.
W latach 1975–1998 miejscowość administracyjnie należała do województwa kieleckiego.
Na północy wsi płynie niewielka struga dorzecza Pilicy, Gracuśna.
| SIMC    | Nazwa       | Rodzaj    |
| ------- | ----------- | --------- |
| 0243688 | Na Piachach | część wsi |

Wierni kościoła rzymskokatolickiego należą do parafii Chrystusa Odkupiciela w Końskich.

## Historia
W wieku XIX wieś w dobrach Końskie.
W roku 1827 było tu  14 domów i 130 mieszkańców, ziemi włościańskiej 173 morgi, dworskiej 35.
Według spisu powszechnego z roku 1921 we wsi było 29 domów i 182 mieszkańców.